# Хлорал хидрат
Хлорал хидрат је седирајући и хипнотички лек, као и хемијски реагенс и прекусор. Хлорал хидрат изазива седацију или хипнотички ефекат сличан као код бензодиазепина. Име хлорал хидрат означава да је формиран од хлорала (трихлороацеталдехид) додавањем једног молекула воде. Његова хемијска формула је . 
Открио га је путем хлорисања етанола 1832 Јустус вон Лиебиг из Гисенa. Његове седативне особине су приви пут биле објављене 1869. и накнадно је због једноставности синтезе ушао у широку употребу. Он је коришћен за рекреационе и медицинске сврхе у 19-том веку. Хлорал-хидрат је растворив у води и алкохолу, и концентровани раствори се лако формирају. Раствор хлорал хидрата у алкохолу под именом „нокаут капи“ је коришћен за припремање Мики Фина (што је сленг за пиће које се да некој особи бе њеног знања може да је онеспособи). У достојније употребе хлорал хидрата спадају његова употреба као агент за чишћење hitinа (и влакна), и као кључни састојак Hoyer монтажног медијума, који се користи за монтажу слајдова за посматрање организама под микроскопом.
On je, заједно са хлороформом, мањи нуcпроизвод хлорисања воде (кад су трагови органских једињења присутни у води), мада његова концентрација ретко прелази 5 микрограма по литру (µg/L).

## Производња
Хлорал хидрат се производи из хлора и етанола у киселим растворима. У базним условима халоформска реакција се одвија и хлороформ настаје.

## Употреба

### Почетни материјал
Хлорал хидрат је почетни материја за синтезу комплекснијих хемикалија. Он је почетни материјал у производњи хлорала, који се производи дестилацијом мешавине хлорал хидрата и сумпорне киселине, која служи као десикант.
Он се користи у синтези изатина. У овој синтези, хлорал хидрат реагује са анилином и хидроксил амином да формира кондензациони производ који се циклизује у сумпорној киселини и даје циљно једињење:

### Хипнотик
Хлорал хидрат се користи као краткотрајни третман за инсомнију и као седатив пре мањих медицинских и денталних третмана. Он је углавном замењен средином двадесетог века барбитуратима и касније бензодиазепинима. Некад се користио у ветеринарској медицини као генерални анестетик. У данашње време, он се обично користи као састојак ветеринарског анестетика ехитезина. Он се такође користи као седатив пре ЕЕГ захвата, пошто је он један од малобројних доступних седатива који не потискују епилептичке нападе.
У терапеутским дозама за инсомнију хлорал хидрат је ефективан у току 60 минута, он је метаболисан за 4 минута у трихлороетанол еритроцитима, а плазма естеразама и након више часова у трихлоро сирћетну киселну. Високе дозе могу да умање респирацију и крвни притисак.

## Непожељни ефекти
Дуготрајна употреба хлорал хидрата је повезана са брзим развојем толеранције на његове ефекте, као и непожељним ефектима укључујући осипе, гастричну нелагодност и хепатичке проблеме.

## Предозирање
Акутно предозирање је обично карактеризовано мучнином, повраћањем, конфузијом, конвулзијама, спорим и неправилним дисањем, срчаним аритмијама и комом. Концентрација хлорал хидрата и/или трихлороетанола, његовог главног активног метаболита, у плазми, серуму или крви може бити мерена да би се потврдила дијагноза тровања код хоспитализованих пацијената, или као помоћни евиденција у медицинско/правним истраживањима фаталних случајева. Случајно предозирање младе деце подвргнуте једноставним денталним или операционим поступцима се може догодити. Хемодијализа је успешно коришћена за убрзање одстрањивања лека из жртава тровања.

## Фармакологија
Хлорал хидрат извршава своје фармаколошко дејство путем појачања ГАБА рецепторског комплекса. Он је умерено адиктиван. Познато је да хронична употреба узрокује зависност и апстинентску кризу. Ова хемикалија може да потенцира различите антикоагуланте, и она је слабо мутагена ин витро и ин виво.